# Чкаловская (станция метро, Нижний Новгород)
«Чка́ловская» — 2-я станция Нижегородского метрополитена. Расположена на Автозаводской линии, между станциями «Московская» и «Ленинская».
Станция расположена в Канавинском районе, в микрорайонах Канавино и Старое Канавино. Рядом со станцией находятся парк имени 1 мая, главная станция детской железной дороги и центральный стадион «Локомотив».

## История и происхождение названия
Открытие станции состоялось 20 ноября 1985 года в составе первого пускового участка Нижегородского метрополитена «Московская» — «Пролетарская».
Своё название получила по улице Чкалова, которая, в свою очередь, носит имя В. П. Чкалова.

## Расположенные у метро объекты
- Горьковская детская железная дорога
- Парк имени 1 мая
- Дом Культуры имени В. И. Ленина (заброшен)
- Здание Администрации Канавинского района
- Стадион «Локомотив»

## Вестибюли и пересадки
Имеет два подземных вестибюля для входа и выхода пассажиров.

## Привязка общественного транспорта
Возле станции «Чкаловская» проходит несколько маршрутов городского общественного транспорта:

### Трамвайные маршруты
| №   | Пересадки                                                     | Конечный пункт 1  | Следует по улицам | Конечный пункт 2    |
| --- | ------------------------------------------------------------- | ----------------- | --- | ------------------- |
| 3   | Московская Ленинская                                          | Московский вокзал | ул. Чкалова, ул. Октябрьской Революции, пл. Комсомольская, ул. Профинтерна, ул. Успенского                                                                                            | Парк «Дубки»        |
| 27  | Московская Ленинская                                          | Московский вокзал | ул. Чкалова, ул. Октябрьской Революции, пл. Комсомольская, ул. М. Ямская, пл. Лядова, ул. Белинского, ул. Ошарская, ул. Н. Сусловой                                                   | Трамвайное депо № 1 |
| 417 | Московская Пролетарская Автозаводская Комсомольская Кировская | Московский вокзал | ул. Чкалова, ул. Обухова, ул. Климовская, ул. Зелёная, ул. Дружбы, ул. Аксакова, ул. Новикова-Прибоя, ул. Переходникова, пр. Ленина, пр. Кирова, ул. Красных Партизан, пр. Молодёжный | 52 квартал          |

- Маршрутное такси:
  - № т37 «Пл. Горького — Ж/Д станция „Петряевка“» (ранее)
- Автобус:
  - 7
  - 38

## Техническая характеристика
Станция односводчатая мелкого заложения.

## Архитектура и оформление
Станция оформлена относительно просто. Практически всё пространство занимает побелённый свод, за исключением небольшой полосы путевых стен, отделанной красным мрамором. Светильники вытянутой формы расположены в два ряда вдоль центральной оси свода. Благодаря карнизам на своде центральная часть свода, окрашенная в голубоватый цвет, освещена более ярко. Пол выложен коричневым мрамором. В одном из вестибюлей находится бюст В. П. Чкалова.

## Галерея

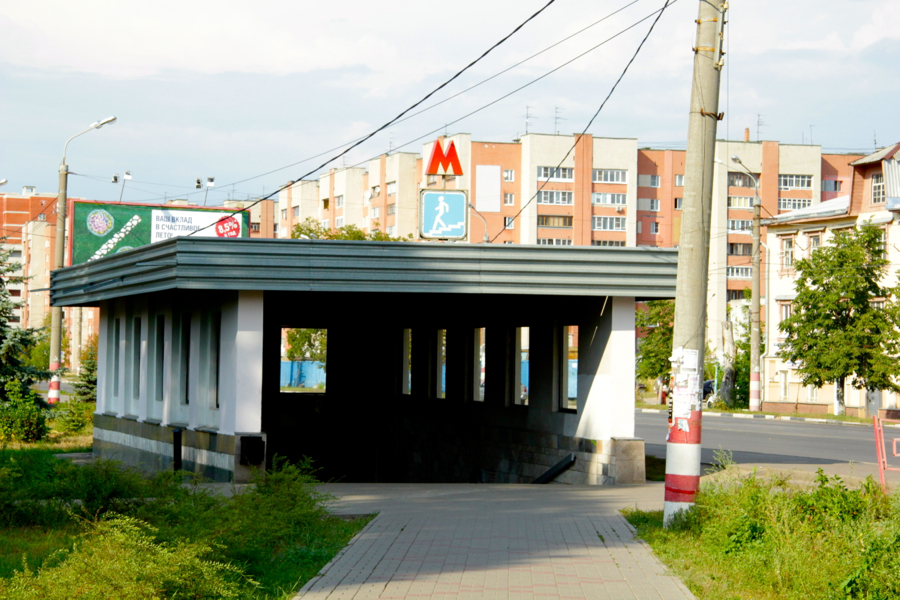
Вход на станцию
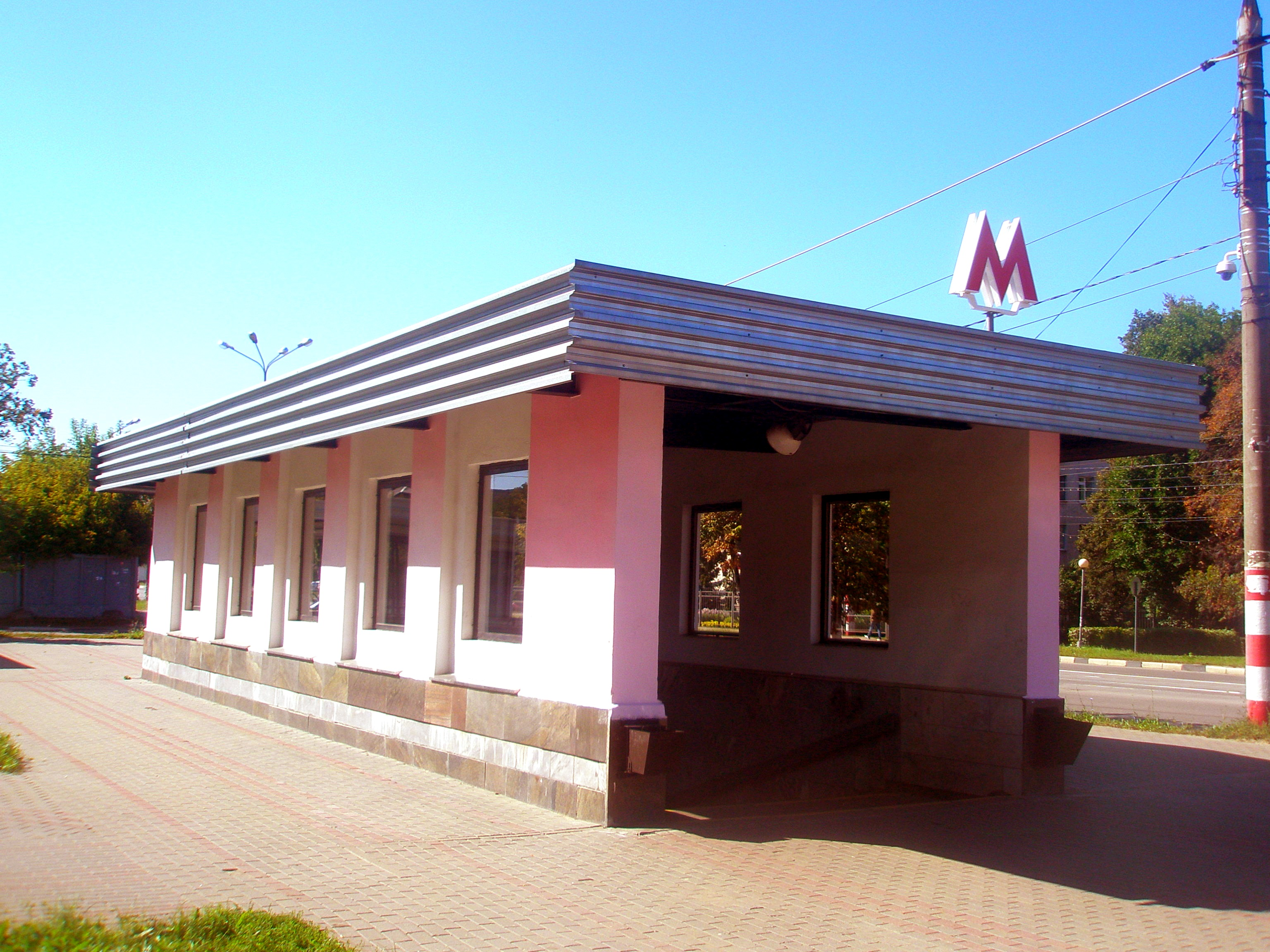
Вход на станцию
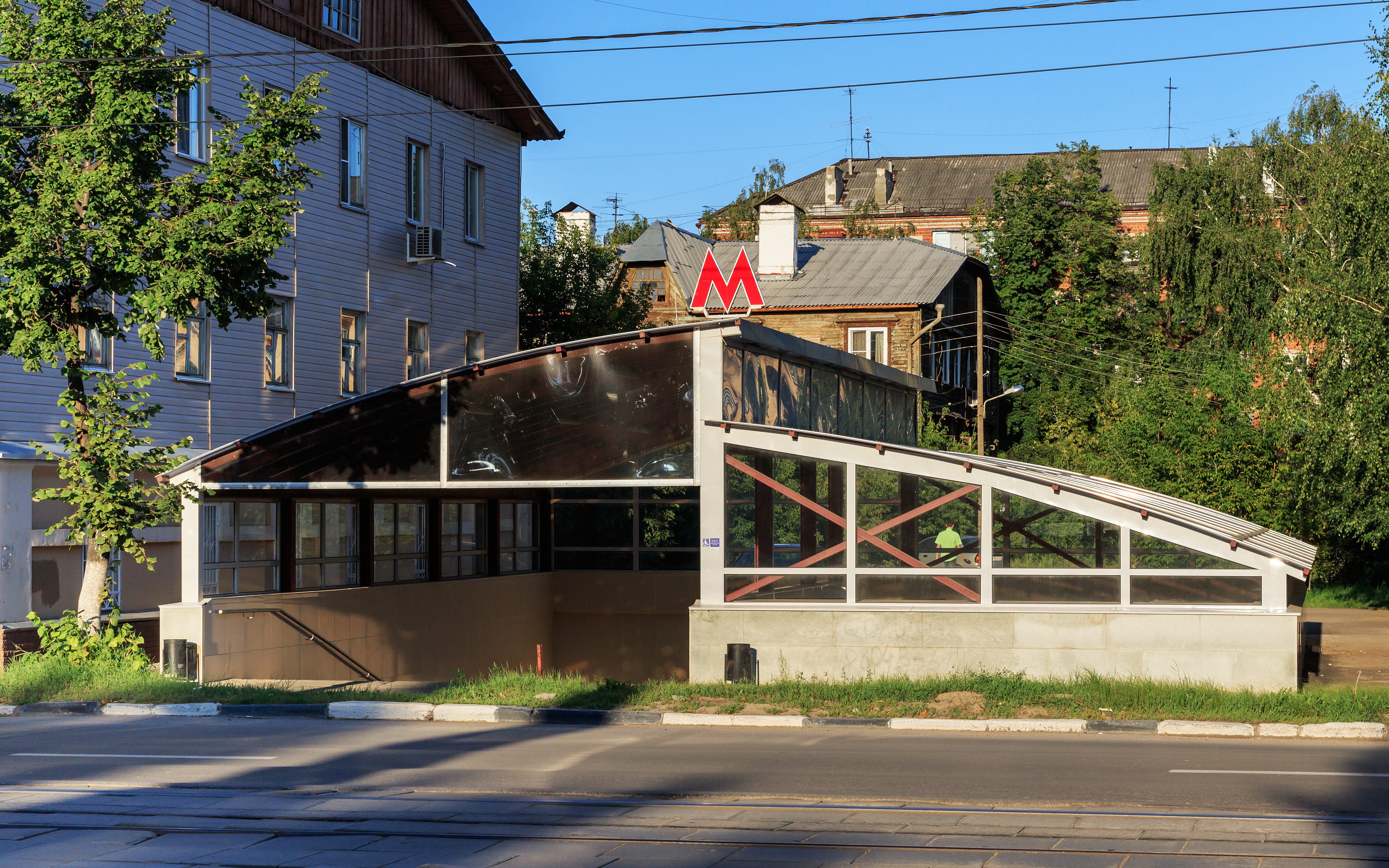
Вход на станцию
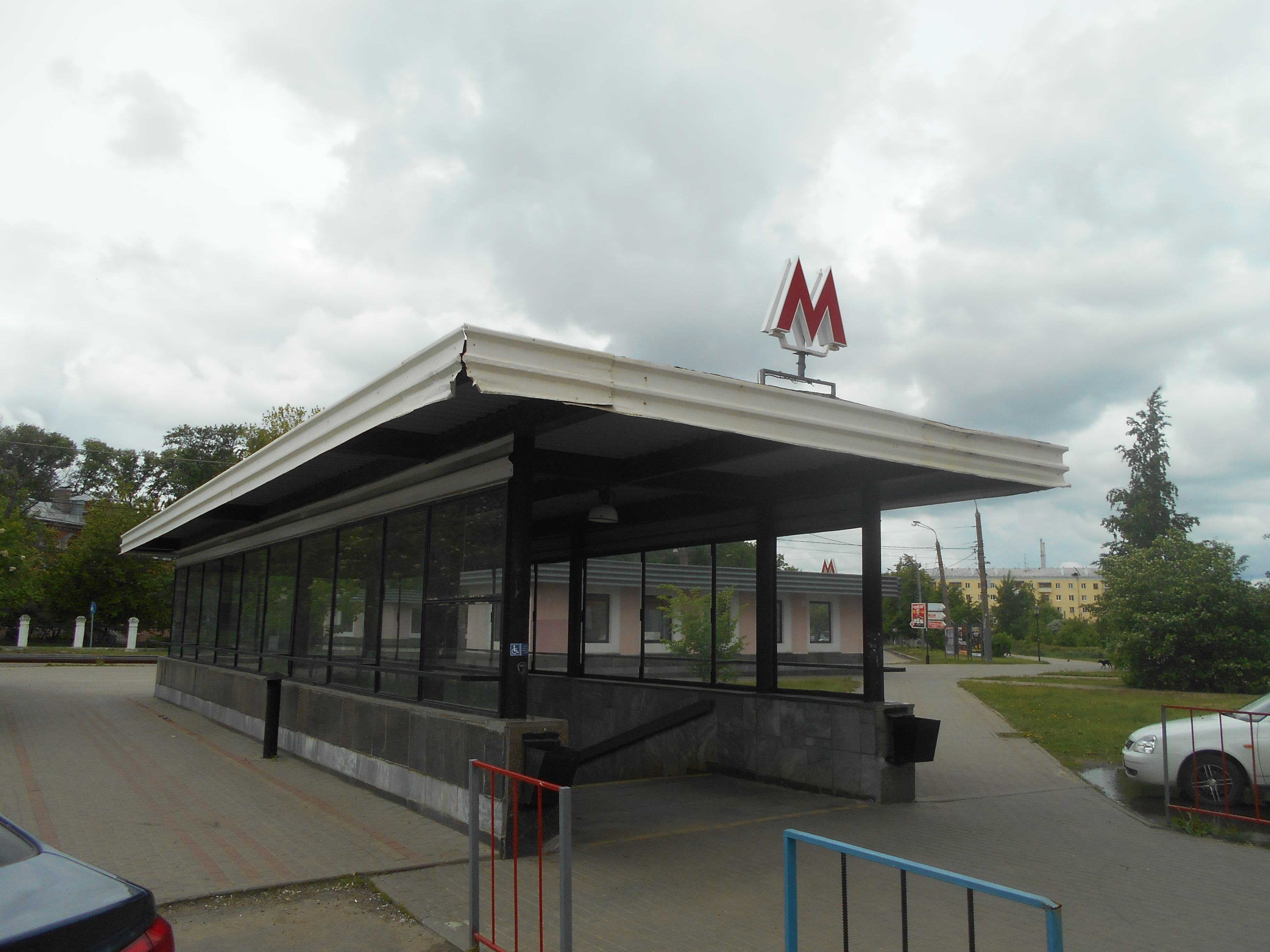
Вход на станцию
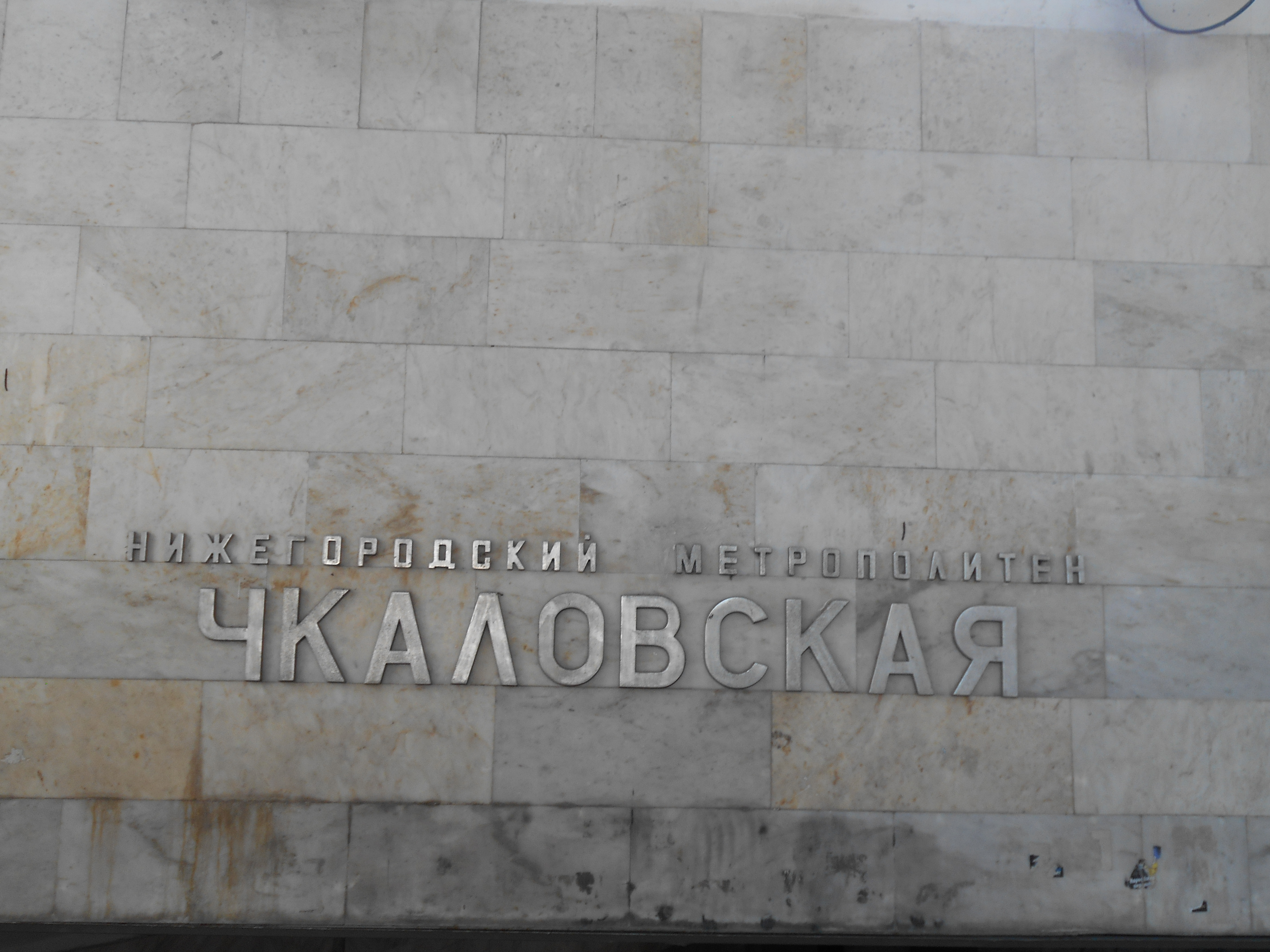
Название станции и метрополитена
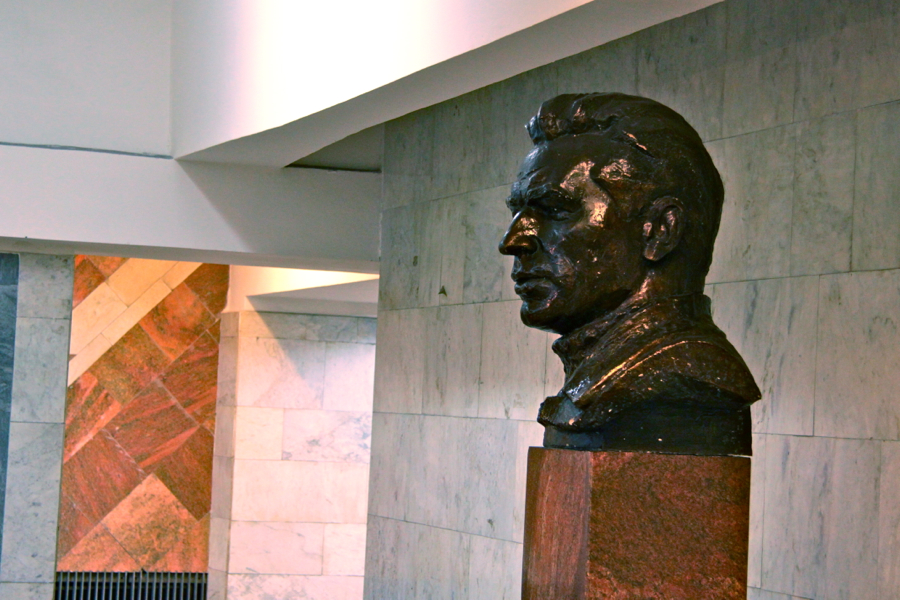
Бюст В. П. Чкалова на станции
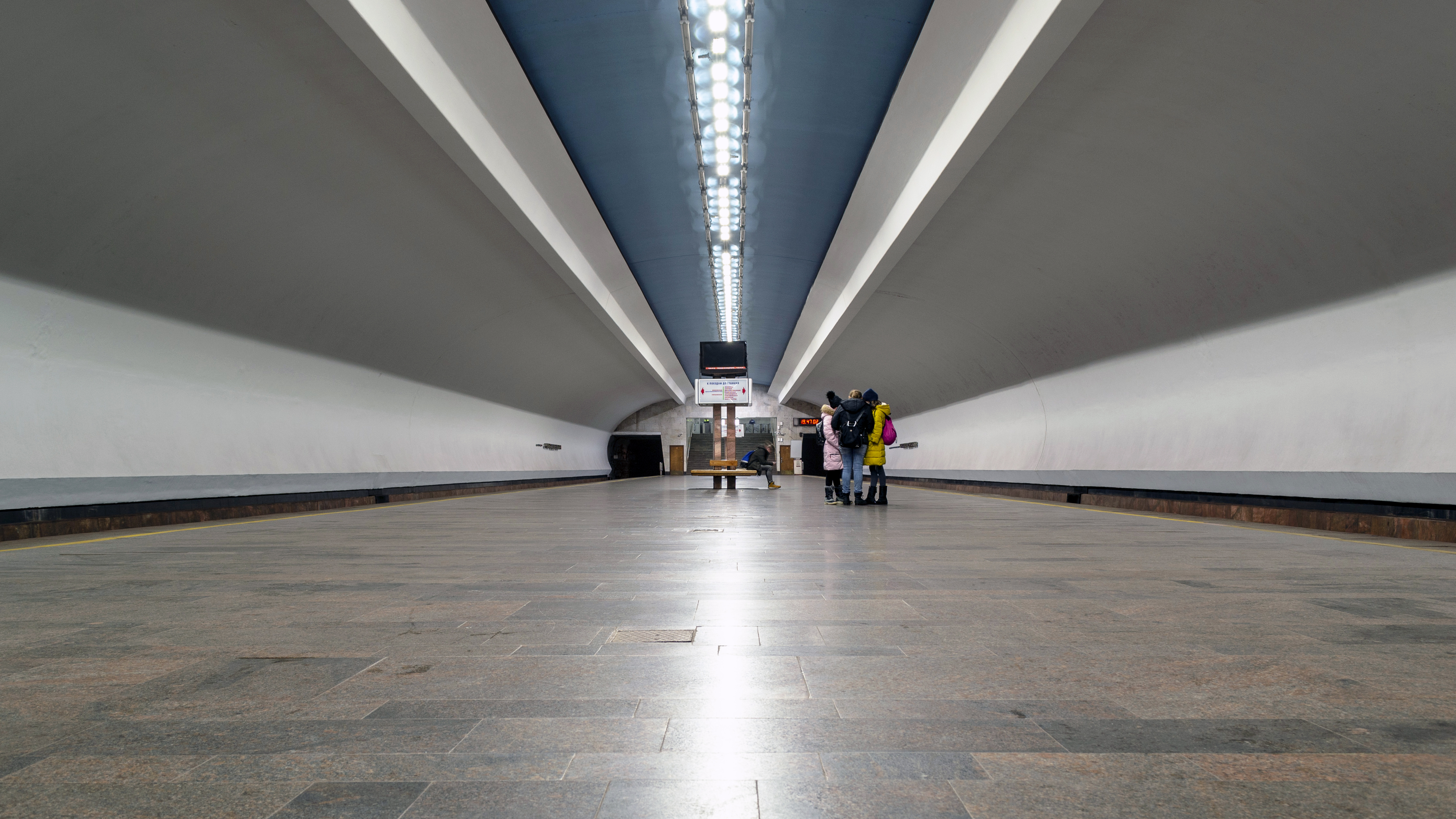
Зал станции
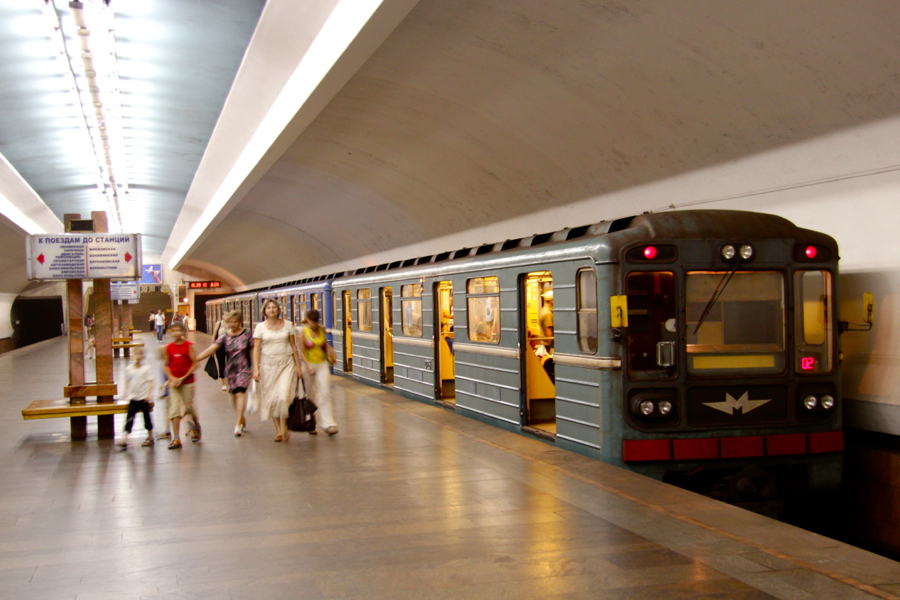
Поезд на станции
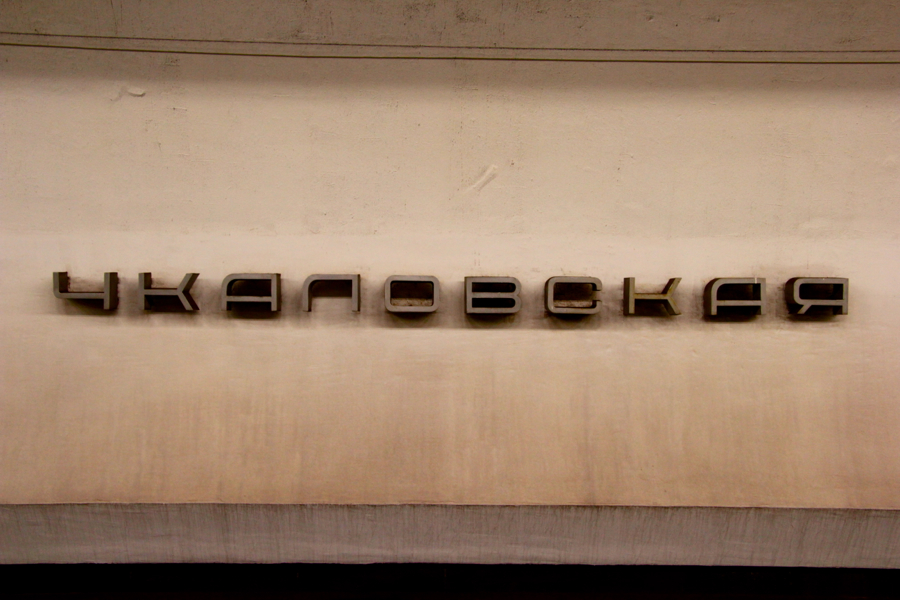
Название станции на путевой стене